# Slag bij Nieuwpoort
De Slag bij Nieuwpoort was een veldslag die op 2 juli 1600, tijdens de Tachtigjarige Oorlog, werd uitgevochten tussen het Staatse en het 'Spaanse' koninklijke leger.
Maurits van Nassau, de latere prins van Oranje, was door de Staten-Generaal van de Nederlanden naar Vlaanderen gestuurd om de stad Duinkerke in te nemen. De kaapvaart vanuit deze stad bracht veel schade toe aan de handelsvloot van de Republiek der Zeven Verenigde Nederlanden. Onverwacht kwam een groot Spaans leger onder leiding van aartshertog Albrecht van Oostenrijk richting Vlaanderen, wat leidde tot een veldslag nabij Nieuwpoort. De tocht naar Duinkerke werd uiteindelijk afgeblazen, zodat het doel niet bereikt werd. De slag is mede vanwege het gemakkelijk te onthouden jaartal een van de bekendste gebeurtenissen uit de Nederlandse geschiedenis.

## Situering

### Voorgeschiedenis
De Republiek der Zeven Verenigde Nederlanden was in 1568 in opstand gekomen tegen Spanje en had vanuit de gewesten Holland en Zeeland het grondgebied waar zij de soevereiniteit over had, uitgebreid. Dit gebeurde met name tijdens de Tien Jaren, toen alle nog Spaansgezinde steden boven de Rijn in handen waren gekomen van de Republiek. In 1598 had Spanje vrede gesloten met Frankrijk (Vrede van Vervins), waardoor Spanje zich meer kon richten op de strijd in de Nederlanden. De tweede bondgenoot van de Republiek die de Triple Alliantie in 1596 had ondertekend, was Engeland. Engeland vocht de gevechten met Spanje voornamelijk op zee uit, maar de partijen waren in onderhandeling over vrede. Vrede tussen Engeland en Spanje zou kunnen betekenen dat de Republiek alleen kwam te staan in de strijd tegen Spanje.
De Spaanse koning Filips II had op 6 mei 1598, kort voor zijn dood op 13 september 1598, als bruidsschat de Nederlanden overgedragen aan zijn dochter Isabella van Spanje. Zij huwde op 18 april 1599 haar achterneef Albrecht van Oostenrijk, de zesde zoon van keizer Maximiliaan II, die in 1596 aangesteld was als landvoogd der Nederlanden. Met het afstaan van de Nederlanden, vastgelegd in de Akte van Afstand, hoopte Spanje de rust in de Nederlanden terug te laten keren. Uit de mond van Filips II was al eens opgetekend dat hij het belangrijker vond dat het katholieke geloof in de Nederlanden gehandhaafd bleef, dan dat ze onderdeel uitmaakten van het Spaanse rijk. Toch was er hoop dat de Nederlanden met een nieuwe landvoogd tot inkeer zouden komen en uiteindelijk in de schoot van Spanje zouden terugkeren. Spanje behield na de overdracht van de Nederlanden aan Isabella nog wel de bevoegdheid om een nieuwe landvoogd aan te stellen, zodat Spanje alleen op papier afstand deed. In de akte waren daarnaast voorwaarden gesteld waarin bepaald werd dat de Nederlanden weer onder een Spaanse vorst zouden komen te vallen als het echtpaar kinderloos kwam te overlijden. Ook mochten eventuele kinderen alleen met toestemming van de Spaanse koning trouwen en moesten eventuele dochters met een prins van de Spaans-Habsburgse tak trouwen. In Spanje werd Filips II opgevolgd door Filips III.
Gedurende de afwezigheid van Albrecht in de Nederlanden, wegens zijn huwelijk met Isabella, werd hij als landvoogd vervangen door zijn oom, kardinaal Andreas van Oostenrijk. Deze waarnemende landvoogd ondernam in deze korte periode een aantal pogingen om de Republiek te verzwakken op militair vlak.
In 1598 voerde de legeraanvoerder Francesco de Mendoza, admiraal van Aragon, een veldtocht uit in het oosten van de Republiek, waarbij hij onder meer Rijnberk (Rheinberg) veroverde. De opmars van Mendoza kon worden gestuit door strategisch handelen van Maurits van Nassau, de legeraanvoerder van de Republiek en tevens stadhouder van Holland, Zeeland, Utrecht, Gelderland en Overijssel. Het jaar erop trok Mendoza wederom de Republiek in met 26.000 infanteristen en 300 ruiters, maar zijn aanval op Zaltbommel werd midden augustus 1599 afgeslagen. De Republiek had in de jaren van de aanvallen van Mendoza besloten tot een minder offensieve houding, vanwege de schulden door de veldtocht van 1597, maar in 1600 wilden de Staten-Generaal weer de aanval op Spaansgezinde steden inzetten.

### Duinkerke en Nieuwpoort
Duinkerke was de belangrijkste stad aan de kust van de Nederlanden die nog in handen was van de Spanjaarden. Door Alexander Farnese was het belangrijkste deel van de Spaanse vloot dat actief was rondom de Nederlanden in 1585 verplaatst naar Duinkerke. In deze haven konden reders zich vestigen die een kaperbrief hadden bemachtigd van de Hoge Admiraliteitsraad die gezeteld was in Brussel. Nieuwpoort was een kleinere havenplaats aan de kust waarvandaan ook kaapvaart plaatsvond. De stad lag aan de Noordzee bij de monding van de IJzer. De kaapvaart die plaatsvond vanuit Duinkerke en Nieuwpoort bracht scheepvaart en visserij van de Republiek grote schade toe. Daarom werd in 1587 besloten de Duinkerker kapers en de Nieuwpoorter kapers als zeerovers te behandelen. Daarnaast werd de Vlaamse kust, met de havens, geblokkeerd door een bijna permanent aanwezig vlooteskader. Desondanks konden regelmatig kapers de blokkade omzeilen en schade toebrengen aan de scheepvaart van de Republiek. De blokkade van Duinkerke speelde een rol tijdens de mislukte tocht van de Spaanse Armada in 1588, waarbij Alexander Farnese Spaanse troepen in Duinkerke wilde laten inschepen om ze over te laten zetten naar Engeland voor een invasie. Door de hoge kosten van de blokkade en de scheepsverliezen door de kapingen bleven Duinkerke en in mindere mate Nieuwpoort, een doorn in het oog van de Republiek.

### Besluit tot belegering

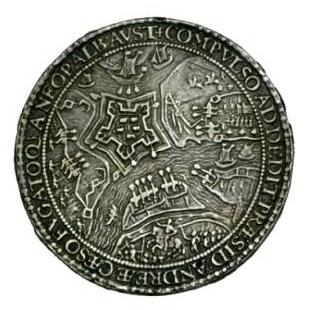
Munt ter ere van het in handen krijgen van Fort St. Andries.

De Staten-Generaal wilden, gesteund door raadpensionaris Johan van Oldenbarnevelt, in 1600 een aanvallender houding aannemen ten opzichte van Spanje. Op verschillende plaatsen in de Nederlanden muitten Spaansgezinde soldaten wegens slechte uitbetaling. Dit was onder meer het geval in de forten Crèvecoeur en Sint-Andries. De Staten-Generaal stuurden daarom Maurits zo snel mogelijk naar Sint-Andries, dat wegens zijn ligging voor de Republiek het waardevolste was van de twee forten. Een aanval bleek echter niet noodzakelijk: Maurits bood 125.000 gulden aan de Spaansgezinde troepen om het fort over te kunnen nemen, hetgeen door de muiters werd geaccepteerd. Zo kreeg de Republiek op een goedkope en gemakkelijke manier een strategisch gelegen fort in handen. Een belegering had veel meer tijd, moeite en geld gekost.
Na de inname van Sint-Andries werd door de Staten-Generaal met Maurits overlegd over het volgende oorlogsdoel. Met name de Staten van Holland waren er groot voorstander van om "Duynkercke metten eersten souden aentasten ende belegeren om also de landen van Holland te ontheffen vande groote costen die se jaerlijcks totte equippage ter zee moesten doen." ("Duinkerke als eerste te belegeren om zo Holland te verlossen van de grote kosten die ze kwijt is aan het beveiligen van de zee".) Door het innemen van deze kapershaven wilden ze dus ten gunste de Republiek, maar vooral hun eigen provincie, een eind maken aan de hoge kosten die gemoeid waren met de blokkade van de Vlaamse kust.
De belangrijkste reden om Duinkerke aan te vallen was dus om de handelsvaart en de visserij tegen de kaapvaart te beschermen. Ook moest het de Franse koning Hendrik IV ertoe aanzetten om de strijd tegen Spanje weer op te pakken. De aanval zou immers plaatsvinden in een gebied waar hij ook belang bij had. Spanje zou daardoor weer op meer dan één front strijd moeten gaan leveren. Tevens werd verwacht dat Maurits bij zijn opmars steun van de Vlaamse bevolking zou krijgen in verband met de overlast die men al lange tijd ondervond van muitende Spaanse soldaten. Een laatste argument was dat Duinkerke na verovering aan Engeland overgedragen kon worden. De schuld van de Republiek bij Engeland, die ontstaan was door het afsluiten van leningen om belegeringen te financieren, zou zo afgelost kunnen worden en Engeland zou de controle krijgen over Het Kanaal. De Staten van Holland konden voor deze veldtocht de Staten van Zeeland bereid vinden, maar Maurits en zijn neef Willem Lodewijk van Nassau-Dillenburg, stadhouder van Friesland, hadden de nodige twijfels. Het Staatse leger zou in geval van een belegering van Duinkerke ver in vijandelijk gebied een actie uitvoeren terwijl diverse Spaansgezinde steden, zoals Gent en Brugge, in de rug lagen. Omsingeling van het leger zou het einde van de Republiek kunnen betekenen, omdat het land dan open lag voor de vijand. Een belegering van Duinkerke zou ook betekenen dat andere vijandelijke steden in de Nederlanden die dichter bij Holland lagen, zoals 's-Hertogenbosch, Grave en Venlo, niet aangevallen konden worden omdat de Staten-Generaal niet voldoende geld konden opbrengen voor een tweede veldleger. Als dienaar van de Staten-Generaal moest Maurits zich echter schikken naar de wil van de politiek en hij begon met het maken en uitvoeren van plannen voor een belegering van Nieuwpoort en Duinkerke.

## Tocht

### Staatse leger

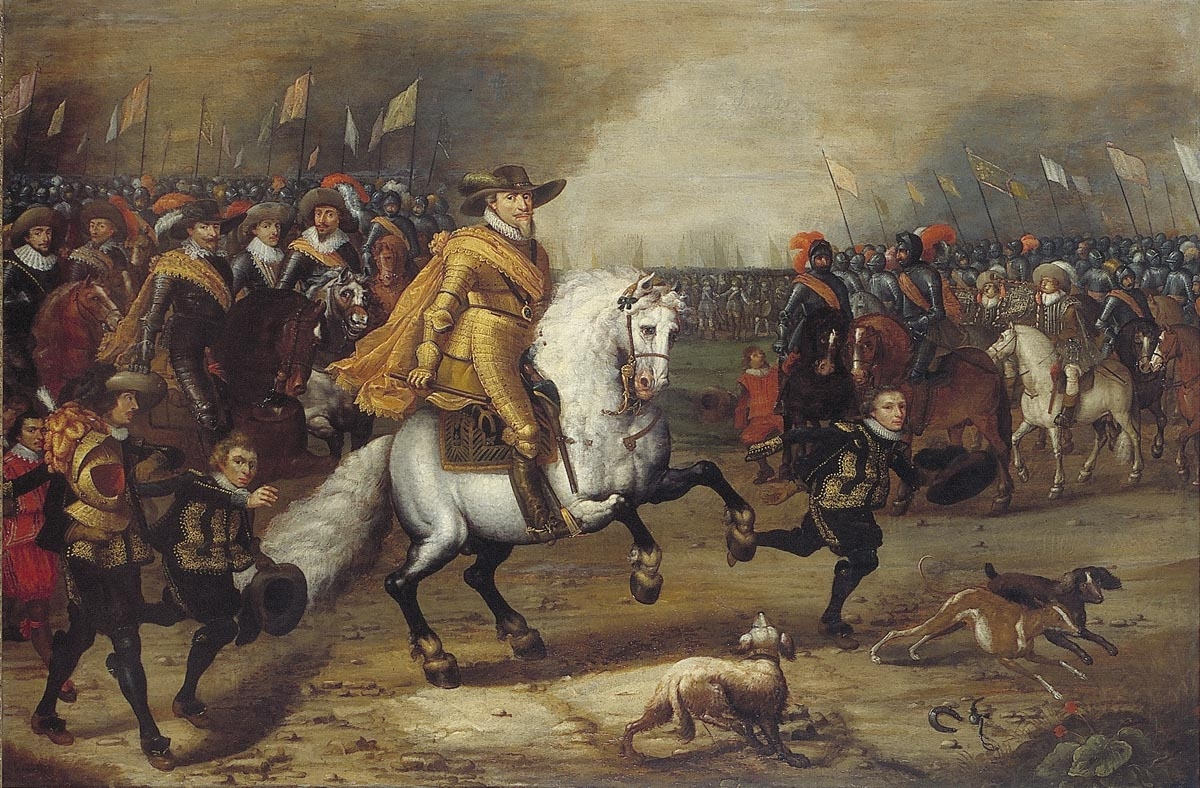
Maurits van Nassau, de latere prins van Oranje, te paard tijdens de slag

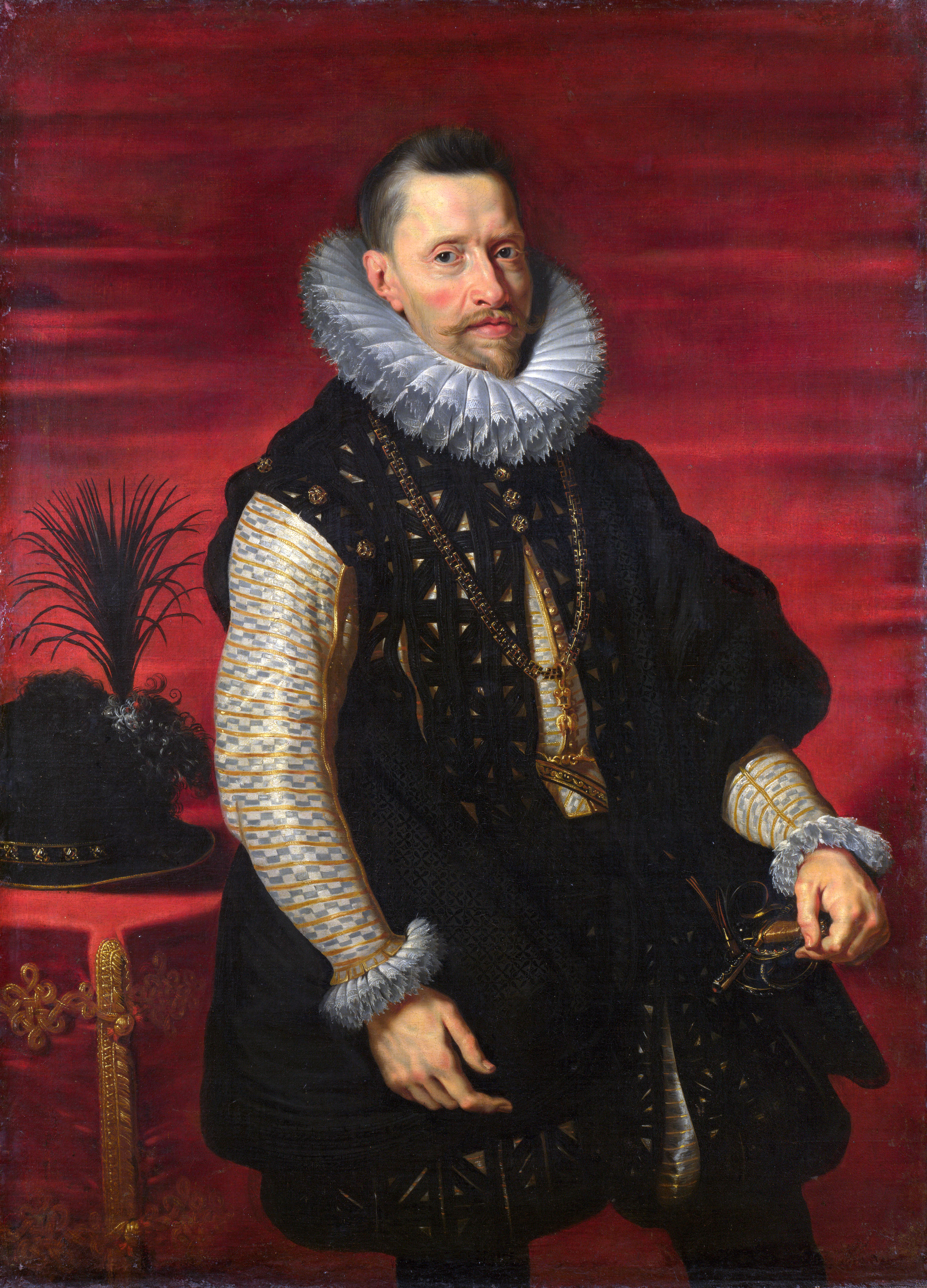
Albrecht van Oostenrijk

Om de Republiek niet onbeschermd te laten, liet Maurits Filips van Hohenlohe-Neuenstein en Willem Lodewijk met een deel van het leger achter. Dit leger zorgde met aanvallen op Heusden en 's-Hertogenbosch voor afleidingsmanoeuvres.
In Vlissingen werd een leger bijeen gebracht van 13.000 man voetvolk en 3000 cavaleristen. Ook werden 1300 schepen verzameld. Het Staatse leger stond onder de leiding van Maurits van Nassau. De medewerkers in zijn staf waren Willem Lodewijk van Nassau (die in de Republiek achterbleef), de graaf Lodewijk Gunther van Nassau als generaal van de cavalerie, en zijn jongere halfbroer Frederik Hendrik.
De manschappen werden samen met 37 stukken geschut overgezet naar Philippine, een schans die voor de landing van de hoofdmacht werd ingenomen door een kleine legereenheid onder aanvoering van Ernst Casimir van Nassau-Dietz, waarna het Staatse leger via Brugge richting Oostende trok. Oostende was als een van de weinige steden in Vlaanderen in handen van de Republiek. Er bleken te weinig paarden beschikbaar te zijn om de vele wagens met levensmiddelen, gereedschappen en geschut mee te nemen. De door de Staten-Generaal verwachte steun van de Vlamingen bleef uit. Meermalen werd zelfs het drinkwater door de boeren vergiftigd, zodat het niet door het leger gedronken kon worden. Het Staatse leger brandde op 26 juni 1600 op zijn beurt Eeklo af. Vlak voor Oostende werd op 27 juni 1600 de schans bij Oudenburg ingenomen. Het leger bleef er twee tot drie dagen zodat de positie van het bolwerk Oostende versterkt kon worden door de schansen in de omgeving, het fort van Bredene en de schans Snaaskerke te veroveren. Het garnizoen dat bij Snaaskerke gelegerd was, werd in zijn geheel door Staatse troepen vermoord.
Een deel van het geschut dat niet direct door het Staatse leger was meegenomen, werd vanuit een groot arsenaal in Dordrecht per schip naar Oostende gebracht, waarna het door het leger over land meegevoerd zou worden. Maurits had tijdens de tocht kolonel Piron weggestuurd om de wegen richting Duinkerke en Brugge te verkennen, maar Maurits zou geen bericht van hem ontvangen. Sailly werd later gestuurd, maar hij verdwaalde. Een afvaardiging van de Staten-Generaal was in Oostende aanwezig om toezicht op nauwkeurige uitvoering van de instructies te houden en de resultaten van het beleg af te wachten. Maurits ging er nog steeds van uit dat het Spaanse leger nog niet in het veld was gebracht en daarnaast dat het meerdere dagen opgehouden zou kunnen worden bij het fort van Oudenburg. Voorbij Oostende vorderde het Staatse leger vanwege de slechte wegen slechts langzaam richting de monding van de IJzer. De wegen moesten meermalen eerst door de staatsen begaanbaar worden gemaakt. Op 1 juli bereikten ze bij Nieuwpoort de IJzer, die overgestoken werd zodat de stad omsingeld kon worden.

### Regeringsleger
Een deel van het 'Spaanse' regeringsleger (ongeveer 9000 man) was vanwege de aanvallen van Hohenlohe onder leiding van Luis de Velasco naar het oosten van de Nederlanden gemarcheerd omdat de legerleiding een belegering van 's-Hertogenbosch verwachtte. Op 20 juni bereikte Velasco het bericht dat een grote vloot vanuit Dordrecht naar de Noordzee was vertrokken, reden voor hem zijn leger op Maastricht terug te trekken. Drie dagen later werd duidelijk dat Maurits bij Oostende was aangekomen en dat de vloot daar geschut had gelost. Nu besloot Velasco in snelle marsen (ongeveer 200 km in vijf dagen) met zijn leger naar Gent te trekken, waar hij zich voegde bij de uit Diest afkomstige strijdmacht van Albrecht van Oostenrijk. Albrecht kon het leger deels betalen doordat zijn vrouw Isabella van Spanje voor dit doel haar sieraden had verkocht. Het gezamenlijke leger, bestaande uit soldaten uit Spanje, Italië, Ierland en Wallonië, trok op 29 juni 1600 richting Brugge om de confrontatie met het Staatse leger aan te gaan.

## De slag
Maurits had voor de veldslag 9400 man voetvolk en 2500 man ruiterij tot zijn beschikking. Albrecht beschikte over twee tercio's infanterie (6000 tot 7000 man) en 1200 cavaleristen. Het aantal kanonnen van het Staatse leger was slechts zes, van het Spaanse leger acht. Daarnaast werd een grote verscheidenheid aan wapens gebruikt, zoals roer, haakbus, piek en musket. Beide legers worden als zeer ervaren en gedisciplineerd omschreven, maar het Staatse leger had een grotere wendbaarheid.

### Eerste confrontatie

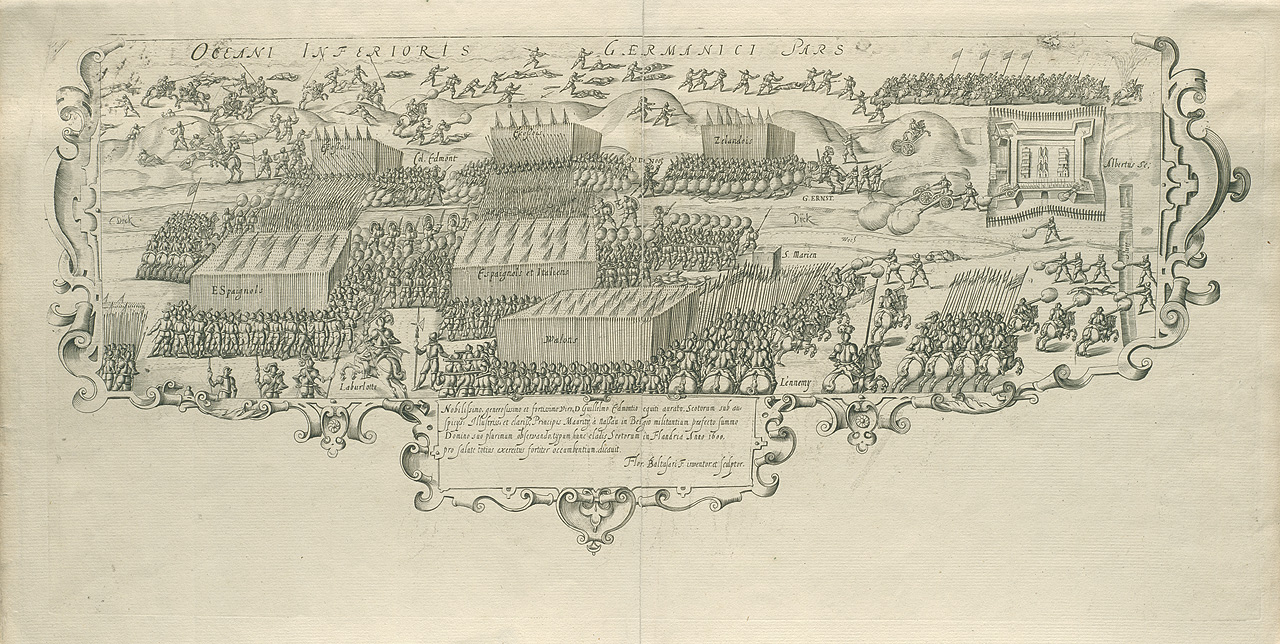
Slag bij de Leffingedijk, Mariakerke tussen de Staatse troepen van Ernst Casimir van Nassau en de Spaanse van Albrecht van Oostenrijk met de op de vlucht slaande Staatse troepen. Floris Balthasar (1600)

Het Staatse leger werd verrast door de snelle opmars van de Spanjaarden, mede doordat het geen berichten had gekregen van de verkenners. Die snelheid was onder meer mogelijk doordat het Spaanse leger gebruik maakte van de wegen die de Staatsen begaanbaar hadden gemaakt en die in goede staat waren achtergelaten. Bovendien verwachtte Maurits hooguit een Spaans leger van 3000 soldaten, niet een leger met een omvang van circa 8000 manschappen. Het Spaanse leger heroverde op 1 juli zonder al te veel moeite Fort Oudenburg en sloeg 's avonds wat verder het kamp op in Leffinge. Pas op deze dag werd Maurits verwittigd van de aanwezigheid van deze troepenmacht. Eerst dacht hij dat het een afleidingsmanoeuvre was, een uitval van Juan de Ribas die met 2000 man in Sluis gelegerd was. Toen hij 's nachts bericht kreeg dat Oudenburg gevallen was, besefte Maurits dat dit wel degelijk de hoofdmacht van het leger van Albrecht was en dat een veldslag nabij was.
Maurits stuurde nog een brief naar de Staten-Generaal in Oostende waarin hij meldde dat de brug bij Leffinge moest worden vernietigd. Maar voordat de brief bij de Staten aankwam, was het Spaanse leger Leffinge al gepasseerd en controleerde het reeds de omgeving. De achterhoede van het Staatse leger, bestaande uit 2500 infanteriemanschappen en vijfhonderd ruiters, was de IJzer nog niet overgestoken. Ze werd onder leiding van Maurits' neef Ernst Casimir van Nassau-Dietz naar Mariakerke nabij Oostende gestuurd om Albrecht daar tegen te houden. Maurits zou zijn neef dan met de hoofdmacht zo spoedig mogelijk te hulp komen. De confrontatie bij zonsopgang op 2 juli 1600 was echter van korte duur. Na nauwelijks een half uur sloegen de Staatsen op de vlucht toen ze de overmacht aan Spaanse troepen zagen. De Schotten vluchtten in de richting van de nabije Noordzee waar zij, 800 man in totaal, werden gedood door hun achtervolgers. Ernst Casimir kon met de overblijvende Zeeuwen ternauwernood een onderkomen vinden in Oostende. De slachting van de Schotten was geheel volgens het bevel van Albrecht van Oostenrijk, hij had zich namelijk ten doel gesteld het Staatse leger geheel te vernietigen en Maurits en zijn jongere halfbroer Frederik Hendrik als gevangenen naar Spanje mee te nemen. Frederik Hendrik, die later de bijnaam Stedendwinger zou krijgen, was als kolonel van de cavalerie mee in het Staatse leger. Maurits had een gevoelige tik gekregen door de eerste slag te verliezen. Om geen onrust te veroorzaken gaf hij opdracht de nederlaag voor zijn troepen geheim te houden.

### Albrechts keuze tot een veldslag
Albrecht stond hierna voor de keuze om óf direct naar Nieuwpoort te trekken óf het Fort Albertus, even buiten Oostende, te veroveren. Na de verovering van het fort zou de verbinding tussen Oostende en het Staatse leger verbroken zijn. Maurits had ondertussen de Staatse schepen die bij Nieuwpoort aanwezig waren de Noordzee opgestuurd. Zo voorkwam hij niet alleen dat deze in brand werden gestoken, maar maakte 
hij zijn troepen ook duidelijk dat ze het gevecht moesten aangaan, omdat ze zich niet op de schepen zouden kunnen terugtrekken. Een aantal van deze schepen werd waargenomen door Albrecht, die vermoedde dat de belangrijkste officieren van het Staatse leger naar Oostende werden gevaren. Hierop trok hij, mede op advies van zijn commandanten, door naar Nieuwpoort, waar volgens hen een verzwakt leger aangetroffen zou worden. Van fort Albertus dachten zij juist dat dit grootschalig zou zijn versterkt. Bij het besluit naar Nieuwpoort op te trekken hadden diverse argumenten een rol gespeeld. Zo werd deze mogelijkheid als buitenkans gezien om het leger van Maurits in open veld te bestrijden. Ook zou de Spaanse legerleiding het Staatse leger zo min mogelijk tijd moeten gunnen om zich voor te bereiden of te ontkomen. Daarnaast zou bij het wachten met het aangaan van een veldslag het Staatse leger de mogelijkheid worden gegeven om hulp uit Frankrijk of Engeland in te roepen. Meteen tot de aanval overgaan werd daarom als beste optie gezien.

### Verkenningen

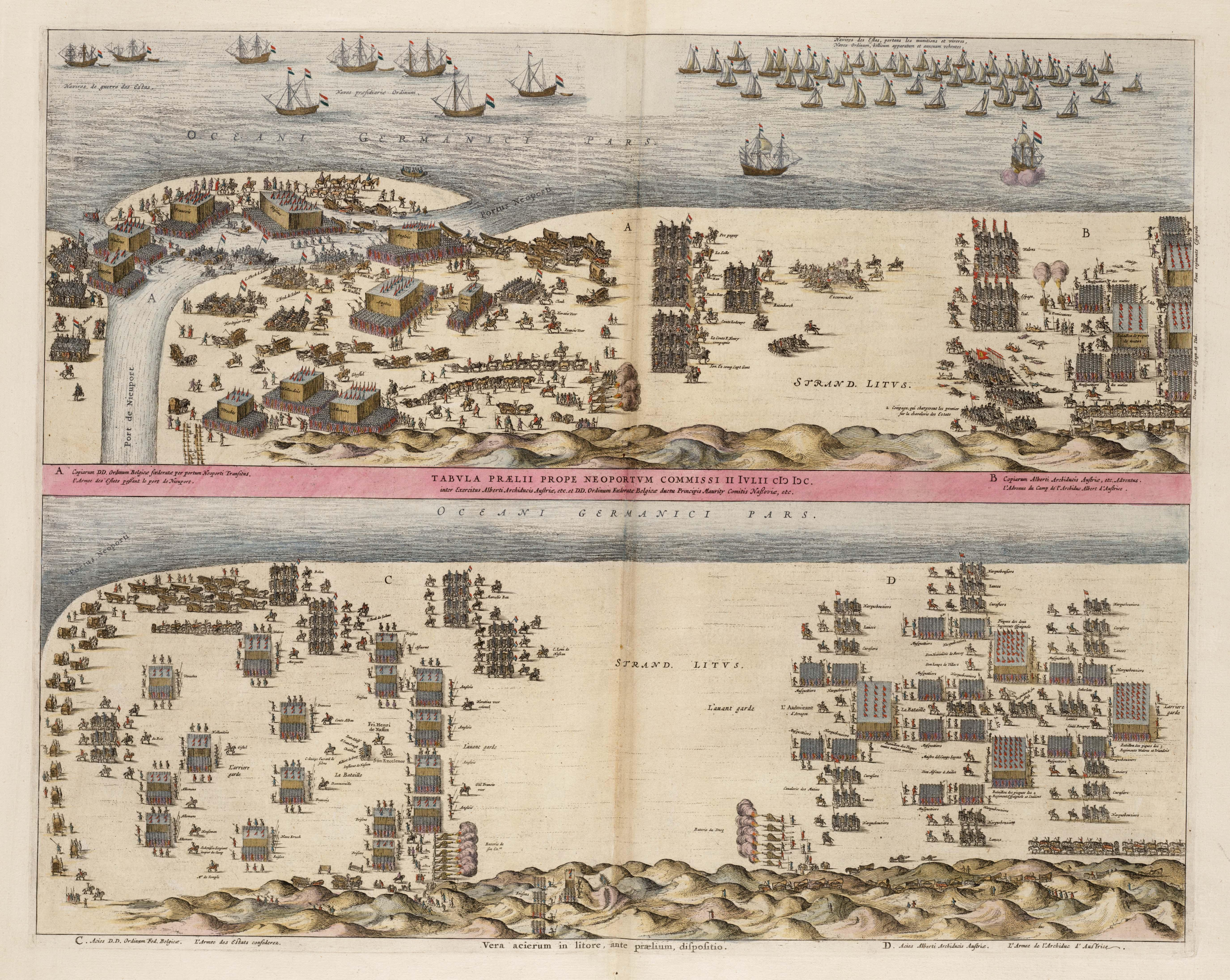
De slag, schematisch overzicht van de opstelling van de legereenheden. Hier weergegeven op het strand; in werkelijkheid speelde de strijd zich vooral af in en achter de duinen.

In de ochtend van 2 juli gaf Maurits zijn leger opdracht onmiddellijk terug te keren naar de noordelijke zijde van de IJzer zodat geprofiteerd kon worden van de lage waterstand van dat moment. Na deze doortocht liet hij rond 11 uur zijn troepen in drie linies opstellen vanaf de hoogwaterlijn van het strand tot in de duinen van Lombardsijde. Het mulle zand en de steile duinen zouden het lastig maken voor de aanvallers zodat de Staatse troepen zich slechts defensief behoefden op te stellen.
Het Spaanse leger werd voor het eerst waargenomen door ruiters uit Oostende die de aanvoerder van een deel van de Staatse cavalerie, Lodewijk Gunther van Nassau, waarschuwden. Om geen paniek te veroorzaken trok Lodewijk Gunther zich niet direct terug, maar vroeg om bijstand van de infanterie van Maurits. De Staatse commandanten beraadslaagden om een aanval op de Spaanse troepen uit te voeren, maar door verschil van inzicht tussen de commandanten Francis Vere (infanterie) en Lodewijk Gunther (cavalerie) werd dit plan afgeblazen. Maurits koos er na de vergadering voor om de veldslag te overzien vanaf een punt in de achterhoede. Zijn commandanten gaf hij opdracht om naar eigen inzicht te handelen.
Aartshertog Albrecht was niet op de hoogte van de werkelijke sterkte van het leger van zijn tegenstander en aarzelde even vooraleer de strijd aan te gaan. Toen hij echter de Staatse vloot Nieuwpoort zag uitvaren, dacht hij dat er een terugtocht aan de gang was en dat Maurits zich ergens aan boord zou bevinden. Albrecht besloot de strijd aan te gaan en liet zijn troepen zich in slagorde opstellen met de bedoeling een tegenaanval van de Staatse troepen uit te lokken.
De eerste schermutselingen ontstonden in de middag met een kleine eenheid van de Spaanse cavalerie die vooruit was gestuurd. Een deel ervan werd overmeesterd, de rest teruggeslagen. De Spaanse hoofdmacht rukte nu op, zowel door de duinen als over de vlakte achter de duinen. Door de strategische opstelling van de Staatse troepen moesten de Spanjaarden tegen de zon en de wind in vechten. Anthonie Duyck, hoofd van de Raad van State, legde de verrichtingen vast in zijn journaal en meldde het voordeel van weersomstandigheden als volgt: "In desen slach hadden den viant groot verlet gehadt, dat de sonne hem altoos in den oigen stont, ende dat hij den wint so en tegen hadde, dat stof ende roock al op hem ende sijn volck in tgesichte dreef." De vlakte achter de duinen en het strand waren geschikt voor cavaleriegevechten die in een groot deel van de Nederlanden onmogelijk waren vanwege de slechte ondergrond. Op het strand werd aan het begin van de slag amper gevochten, omdat de vloed het strand bijna geheel had ingenomen. Dit werd gezien als een voordeel voor de Spanjaarden, omdat de Staatse cavalerie sterker werd geacht en er door de vloed minder ruimte was om deze cavalerie in te zetten. Maurits liet nu vanwege het oprukken van het Spaanse leger ook de bij Nieuwpoort achtergebleven troepen naar het slagveld sturen.

### Twee strijdtonelen

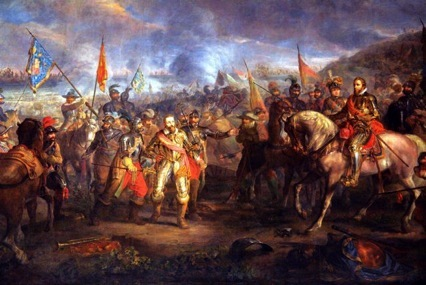
Slag bij Nieuwpoort door Louis Moritz in de Onze-Lieve-Vrouwekerk in Nieuwpoort

De Engelse infanteriecommandant Vere kwam, ondanks de tactiek om zijn reserves zo lang mogelijk te sparen, in de duinen steeds meer in de verdrukking. Hij had de eerste infanteristen nog gemakkelijk kunnen uitschakelen, maar Spaanse cavalerie gevolgd door musketiers zette daarna de aanval op zijn posities in. Vere zond meerdere bodes naar Maurits met de vraag om versterkingen, maar voordat een bode was teruggekeerd met antwoord, had hij zijn troepen aangezet tot de verdediging, waaraan hij zelf ook actief deelnam. Hierbij raakte hij gewond, maar zijn troepen wisten de Spaanse musketiers terug te slaan. Deze kregen echter hulp van een deel van de Spaanse hoofdmacht waardoor zij steeds meer de overhand kregen en de Staatse troepen terug konden drijven. Op dat moment arriveerde versterking voor Francis Vere in de vorm van 200 infanteristen onder leiding van zijn broer Horace Vere die direct in de tegenaanval gingen. Vere zelf trok zich terug om zich te laten behandelen aan zijn verwondingen. Maurits overzag de stand van zaken en stuurde nog eens extra cavalerietroepen om de flanken te versterken.
Albrecht voelde het nadeel dat de Staatse troepen strategische posities hadden ingenomen ten opzichte van de wind en de zon. Hij wilde de rollen omdraaien door de Staatse troepen richting de zee te drijven, waarna de weersomstandigheden in zíjn voordeel zouden zijn. Dit lukte deels doordat de troepen van Maurits het strand op werden gedreven. Albrecht boekte tot het begin van de middag terreinwinst op het Staatse leger, waarbij delen ervan op de vlucht werden gejaagd. Om het moreel van de Staatsen op te vijzelen, liet Lodewijk Gunther een aanval uitvoeren door de cavalerie. Hij kreeg steun van de door Maurits gestuurde verse troepen. De Spanjaarden rukten ondanks de cavalerieaanvallen toch steeds verder op, waardoor zij het punt naderden vanwaar Maurits de slag overzag en leidde. Verder hadden de Spanjaarden ook al twee kanonnen veroverd. De aanvallen van Lodewijk Gunther hadden wel als effect dat de Spaanse troepen deels uit elkaar geslagen waren waardoor ze minder gegroepeerd ten aanval gingen, en dus minder effectief waren. De artillerie die zij bij zich hadden was evenmin erg effectief, omdat deze wegzakte in het mulle zand. De Staatse kanonnen waren daarentegen op houten bokken gezet.

### Beslissing

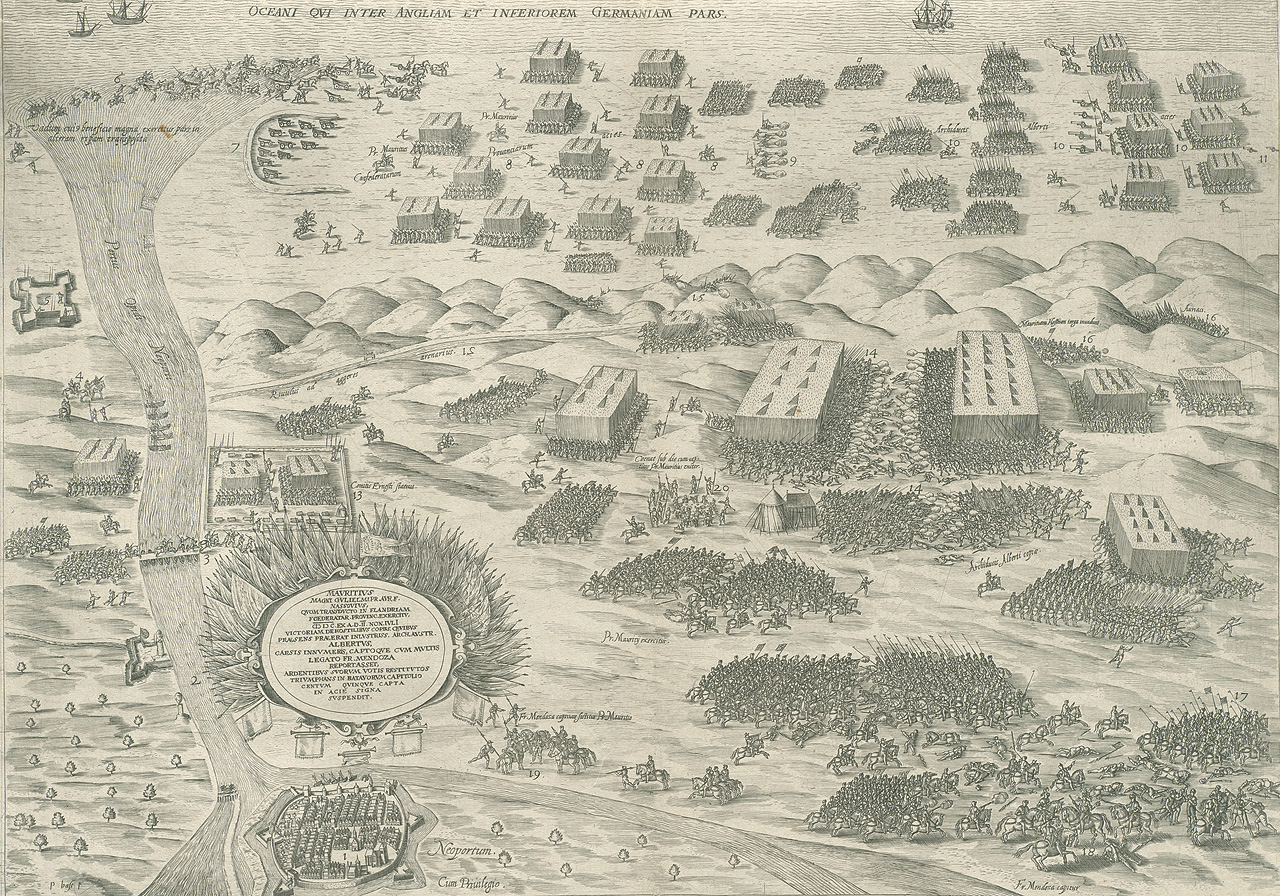
Slag bij Nieuwpoort

De slag duurde nu al enkele uren en de troepen aan beide zijden raakten uitgeput. Albrecht wilde nog één grote aanval uitvoeren en hoopte zo een beslissing te forceren. Maurits besloot de laatste reserves van de cavalerie in te zetten die hij achter de hand had gehouden; drie vendels onder leiding van Godevaart van Balen. De Spanjaarden hadden de meeste reserves al ingezet en werden verrast door de aanwezigheid van nieuwe, frisse troepen aan Staatse zijde. De Spaanse cavalerie trok zich daarop snel terug, Albrecht spoorde hen echter aan om weer het gevecht aan te gaan. Tijdens het voorgaan van zijn troepen raakte hij gewond toen een speer van een Duitse soldaat hem aan het hoofd raakte. De wond was dusdanig dat hij het slagveld moest verlaten. De Spaanse troepen zagen dit als teken van terugtrekking en gingen massaal op de vlucht. Het Staatse leger zette een korte achtervolging in, maar de invallende duisternis bood de Spanjaarden de gewenste dekking. Uiteindelijk verloren de Spanjaarden ruim 9000 man gedurende de slag en tijdens de terugtocht, terwijl het Staatse leger 1700 doden te betreuren had. De beslissing van de slag was in het voordeel uitgevallen van Maurits.
Door het Staatse leger werd generaal Francesco de Mendoza gevangengenomen, tezamen met 520 andere soldaten. Toen het voor Maurits duidelijk was dat hij het Zuid-Nederlandse '(Spaanse)' leger had verslagen, knielde hij op het slagveld en sprak een dankgebed. In zijn ogen had God op dat moment de Republiek gered van een mogelijke ondergang. Hij liet zijn vermoeide en hongerige leger het Spaanse leger niet verder achtervolgen, maar gaf het rust zodat men weer op krachten kon komen. Sommige soldaten plunderden nog wel de omgeving. Maurits zelf bracht de avond door met Mendoza en dreef de spot met hem door op te merken dat hij eindelijk na vier jaar in de provincie Holland zou komen, hetgeen hij al een aantal malen met zijn leger had geprobeerd.
Hierop trok het leger van Maurits zich terug naar Oostende en "is ghelogeert gheweest omtrent de kercke van S. Marie by Albertus Schantse" (Mariakerke). De krijgsgevangenen werden in Oostende bijeengebracht, vanwaar ze vervolgens naar Holland en Zeeland werden overgebracht.
De Staten-Generaal hadden gedurende de slag in Oostende gewacht op berichten van het front. De meeste berichten die zij ontvingen waren weinig positief. Het betrof vaak berichten van soldaten die gevlucht waren van forten die door Albrecht belegerd waren in aanloop naar de slag, of Zeeuwse soldaten die gevlucht waren na de eerste ontmoeting met Albrecht. Om bij een mogelijk verlies van Maurits de Republiek nog enigszins te beschermen tegen het leger van Albrecht, hadden de Staten erover gedacht om de brug bij Leffinge door 600 ruiters in te laten nemen. Dit plan werd niet uitgevoerd - achteraf bleek dat wanneer de brug wél bezet was, men wellicht de vluchtende Albrecht gevangen had kunnen nemen. Nu kon Albrecht ontkomen en naar Brugge vluchten. De ruiters doodden nog wel vele op de vlucht geslagen Spaanse soldaten. De Staten-Generaal gaven na de slag orders uit om de gevallen Staatse soldaten te begraven.

## Nasleep

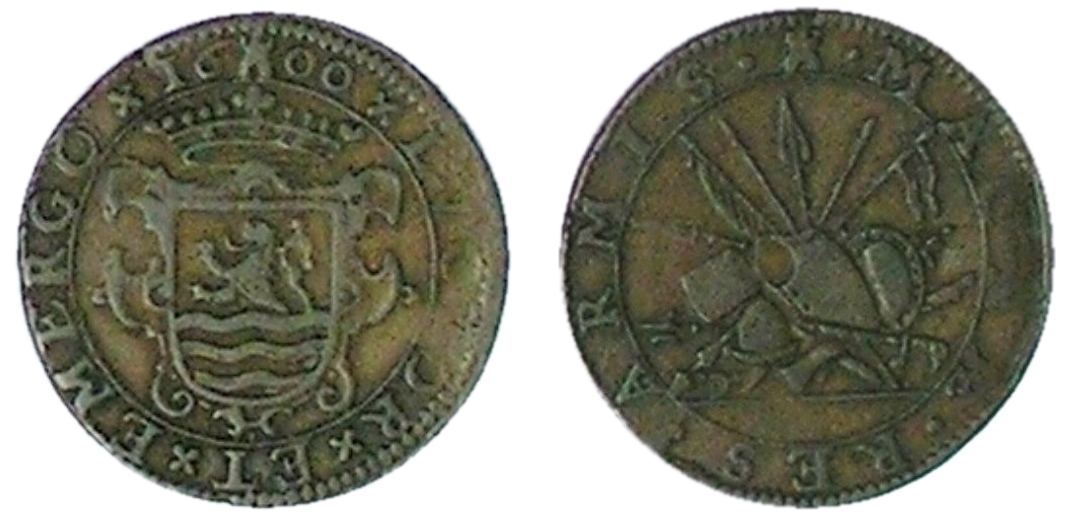
De slag veroorzaakte flinke beroering en in diverse Hollandse munthuizen werden rekenpenningen geslagen, die trots naar de slag verwezen. Hier een rekenpenning (of jeton) van Middelburg, gesneden door Gerard van Bylaer, door Dugniolle het nummer 3509 toegekend.

Maurits bracht de nacht na de slag door op het slagveld ter hoogte van de kerk van Westkerke. De volgende dagen liet hij de gewonden verzorgen in Oostende en zelf ging hij met de Staten-Generaal overleggen hoe verder te handelen. Nieuwpoort was door Albrecht versterkt met 2500 soldaten onder leiding van La Barlotte en ook de forten en plaatsen rondom Nieuwpoort had hij versterkt. Over een belegering van Sluis werd door de Staatsen gesproken, maar dat werd te lastig bevonden. Omdat het oorspronkelijke doel van de tocht Duinkerke was, werd besloten om vier dagen na de slag terug te gaan naar Nieuwpoort om de stad opnieuw te belegeren. Tijdens dit beleg werden de weersomstandigheden slecht, waardoor het bijvoorbeeld lastiger was om loopgraven aan te leggen, er was ook tekort aan voedsel en er heerste angst voor een nieuw Spaans ontzettingsleger. Veel soldaten hebben zich moeten overgeven doordat ze gewoon uitgehongerd waren, Er was ook een tekort aan voedsel omdat het gebied alleen maar dunbevolkt platteland was, In principe konden ze de stad gewoon afsluiten van voedsel en zo gewoon wachten tot ze zich over gaven. Er zijn daardoor veel manschappen verloren gegaan. Maurits besloot daarom na een belegering van elf dagen weer op te breken. De Staten-Generaal probeerde hem aan te zetten tot aanvallen op Hulst en Sluis, maar Maurits trok met zijn leger zonder een aanval uit te voeren op deze steden terug naar de Republiek. Hij probeerde nog een aantal schansen rond Oostende in te nemen, maar dat verliep niet erg voorspoedig. Fort Albertus maakte hij wel geheel met de grond gelijk. De cavalerie werd naar Brabant gestuurd, de infanterie naar de winterkwartieren in Zeeland en Maurits zelf vertrok naar Holland. Later werden vele Spaanse krijgsgevangenen geruild voor Staatse gevangenen, waaronder matrozen die vaak al jaren waren vastgehouden. Onder hen was ook Piet Hein, de latere luitenant-admiraal. Voor Mendoza werden aparte onderhandelingen opgezet, omdat het een zeer vooraanstaand persoon betrof. Uiteindelijk kwamen Spanje en de Republiek overeen dat Mendoza op 29 mei 1602 geruild zou worden tegen 400 gevangen Staatse zeelieden die in Spanje als galeislaven vastgehouden werden.
Albrecht was vanuit Brugge naar Gent getrokken, waar hij zijn vrouw, Isabella van Spanje, sprak. Deze zette hem aan om de strijd opnieuw op te pakken. Albrecht ging terug naar Brugge om de soldaten die de slag overleefd hadden te verzamelen, om zo een nieuw leger te vormen. Don Velasco was ook in Brugge aanwezig met een deel van het leger dat daar tijdens de slag achter was gehouden. Hij kreeg de taak om plaatsen en forten rondom Nieuwpoort te versterken. Albrecht deed de Republiek een aanbod tot vrede, in Bergen op Zoom werd daar over onderhandeld. Onder meer door godsdienstkwesties kwam er geen akkoord.

### Gevolgen

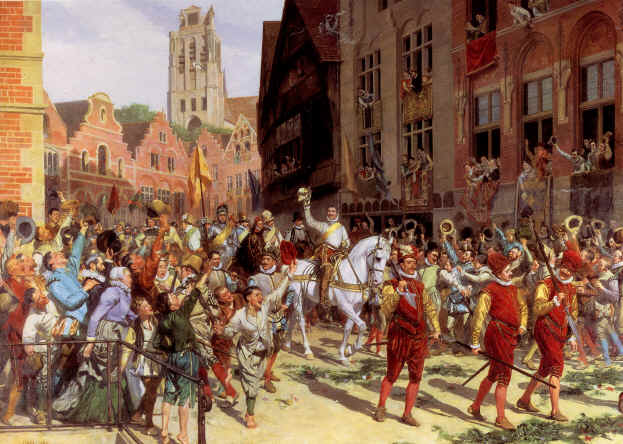
Maurits in Rotterdam na de slag bij Nieuwpoort. Of deze intocht werkelijk plaats heeft gevonden is onbekend. Schilderij van Lucien Alphonse Gros. De kerktoren op de achtergrond is echter die van Dordrecht.

'Nieuwpoort' was een van de weinige veldslagen in de Tachtigjarige Oorlog, die te land gekenmerkt werd door belegeringen van forten en steden. Bijzonder is ook dat de infanterie de belangrijkste gevechtseenheden leverde, in plaats van de cavalerie. De tocht in Vlaanderen werd in de Republiek als mislukt beschouwd, ondanks deze gewonnen veldslag. Er was geen gebied veroverd, de Duinkerker kapers bleven ongemoeid en er waren flinke verliezen aan manschappen geleden. De Republiek waagde zich nooit meer aan zo'n opmars door Vlaanderen. Het jaar erna werd door de Spaanse koning de Italiaanse bevelhebber Ambrogio Spinola naar de Nederlanden gestuurd om de strijd aan te gaan met de opstandelingen. Spinola sloeg onder meer het beleg om Oostende, dat uitliep op de langdurigste en kostbaarste krachtmeting van de hele Tachtigjarige Oorlog. Het eindigde met het verlies van dit laatste bolwerk van de Republiek in de Zuidelijke Nederlanden.
Het prestige van Maurits als veldheer groeide door de slag verder, vanwege zijn beheerste terugtrekking over het strand met zijn mobiele artillerie en doordat hij op het juiste moment teruggeslagen had. De roem die Maurits vergaarde gaf hem de mogelijkheid om van Oldenbarnevelt in een kwaad daglicht te zetten. Maurits was vanaf het begin tegen een tocht naar Duinkerke geweest, maar was er toch door de Staten-Generaal onder leiding van Van Oldenbarnevelt heen gestuurd. Nu de doelstellingen van de tocht niet bereikt waren, kon Maurits wijzen op alle bezwaren die hij vooraf kenbaar gemaakt had. Hij zag zichzelf als degene die de Republiek van de ondergang had gered bij de Slag van Nieuwpoort. De vertrouwenscrisis tussen Maurits en Van Oldenbarnevelt zou nooit meer volledig goed komen en uiteindelijk mede aanleiding zijn voor de veroordeling en terechtstelling van de laatste in 1619.

## Varia
- In de Suske en Wiske-strip Jeanne Panne vecht Jerom ook mee in de veldslag.
- Rodrigo de Cervantes, de jongere broer van Miguel de Cervantes Saavedra, schrijver van Don Quijote (Don Quichot), stierf in de Slag bij Nieuwpoort.[13]
- In 2009 begon de AVRO een televisieprogramma dat naar de Slag bij Nieuwpoort is vernoemd.
- In 2000 werd het Keunepark in Nieuwpoort omgedoopt tot Prins Mauritspark en werd er een Standbeeld van Maurits van Oranje onthuld.